# Nikola Plećaš
Nikola Plećaš (Bruvno, 10. siječnja 1948.), bivši hrvatski košarkaš i jugoslavenski košarkaški reprezentativac, srpske narodnosti.
Igrao je na položaju beka. Igrao je '60-ih i '70-ih i tada bio uvjerljivo najbolji igrač kluba. Bio je poznat po nadimku "sveti Nikola". Jednim je od najboljih strijelaca "Lokomotive", a time i nasljednika "Cibone", svih vremena. Imao je karakterističan šut koji je bio vrlo precizan i da se vodila statistika po današnjim pravilima, mnogi koševi koje je postigao bili bi trice, no tada nije bilo tog pravila. Vrlo karakterističan je imao i ulaz u reket s lijeve strane kada bi se nakon dvokoraka u skoku odrazio (imao je vrlo dobar odraz) skoro okomito i od table zabijao koševe. Nije bila rijetkost da je po tadašnjim pravilima zabijao po 40 koševa na utakmici, što bi uz priznavanje današnjih trica bilo i više od 50 koševa. Bio je igrač koji je mogao odlučiti utakmicu sam. 

## Igračka karijera

### Klupska karijera
Počeo je igrati u zagrebačkoj Mladosti, a igrao je za riječki Kvarner (Rijeka) te zagrebački Monting. Najduže je nastupao za Lokomotivu (Zagreb).

### Reprezentativna karijera
Član je reprezentacije Jugoslavije koja je 1970. u Ljubljani osvojila zlatnu medalju na Svjetskom košarkaškom prvenstvu pobijedivši u finalnoj skupini i SAD što je bila prvorazredna senzacija.
Kao član reprezentacije Jugoslavije osvojio je srebrnu medalju na Olimpijskim igrama 1968. u Meksiku. Na Svjetskim prvenstvima osvojio je dvije medalje, zlato u Jugoslaviji 1970. i srebro u Portoriku 1974. Na Europskim prvenstvima bio je član reprezentacije četiri puta i osvojio je dvije medalje, dvije zlatne i dvije srebrne. Bio je u sastavu reprezentacije za Olimpijske igre 1976. u Montrealu, međutim nije otišao zbog jedne bizarne afere. Plećaš je snimio reklamu za Franck čajeve što su neki protumačili kao kršenje olimpijske povelje i načela amaterskog sporta. Scenarij za reklamu napravio je tadašnji selektor reprezentacije Mirko Novosel, a režirao je Antun Vrdoljak. Umjesto njega u Kanadu je otputovao Blagoje Georgijevski i na taj način Plećaševa reprezentativna karijera bila je završena. Još jedna zanimljivost je, da je Andro Knego koji je sudjelovao u reklami otputovao na Olimpijske igre.

## Vanjske poveznice
- Nikola Plećaš, košarkaška legenda - Zbog čaja sam izbačen iz reprezentacije, pristupljeno 29. listopada 2015. godine
- Nikola Plećaš: Teško je biti Srbin u Hrvatskoj, pristupljeno 29. listopada 2015. godine